# Bù dẻ hoa đỏ
Uvaria rufa là loài thực vật có hoa thuộc họ Na. Loài này được Blume miêu tả khoa học đầu tiên năm 1828.